# Neil Price
Neil Stuppel Price, född 1965, är en brittisk-svensk professor i arkeologi vid Uppsala universitet. Han arbetar framför allt med vikingatidens Skandinavien och shamanismens arkeologi. Price disputerade 2002 i Uppsala på avhandlingen The Viking Way, som hyllades av recensenter och fick pris av Vitterhetsakademien.
Price växte upp i London och tog sin grundexamen vid University of London. Han började sin yrkesbana 1983 med fältarkeologi för Museum of London. 1992 flyttade han till Sverige där han tillbringade fem år med uppdragsarkeologi för firman Arkeologikonsult innan han övergick till Uppsala universitet. Innan Price 2014 tillträdde uppsalaprofessuren arbetade han under en period vid universitetet i Aberdeen i Skottland.  Han har publicerat forskning tillsammans med bland andra Magnus Alkarp, Stefan Brink och Bo Gräslund.

## Utmärkelser och ledamotskap
- Korresponderande Ledamot av The Royal Society of Edinburgh (2017)[3]

## Böcker
- 1989. The Vikings in Brittany.
- 2001. The Archaeology of Shamanism. Antologi.
- 2002. The Viking Way: Religion and War in Late Iron Age Scandinavia.
- 2008. The Viking World. Antologi samredigerad med Stefan Brink.
- 2020. The Children of Ash and Elm: The History of the Vikings